# 白鳥塚古墳 (名古屋市)

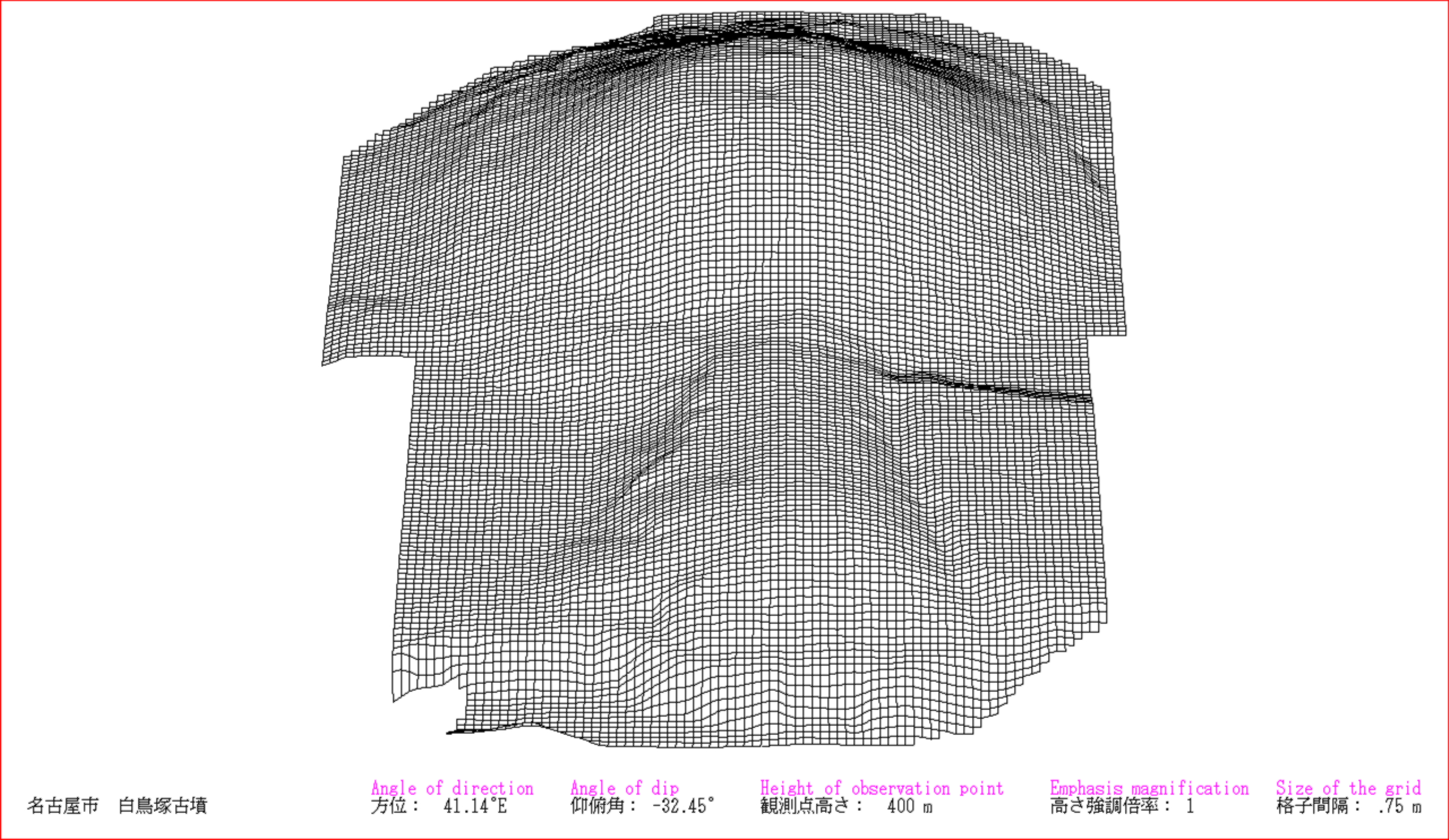
3DCGで描画した白鳥塚古墳

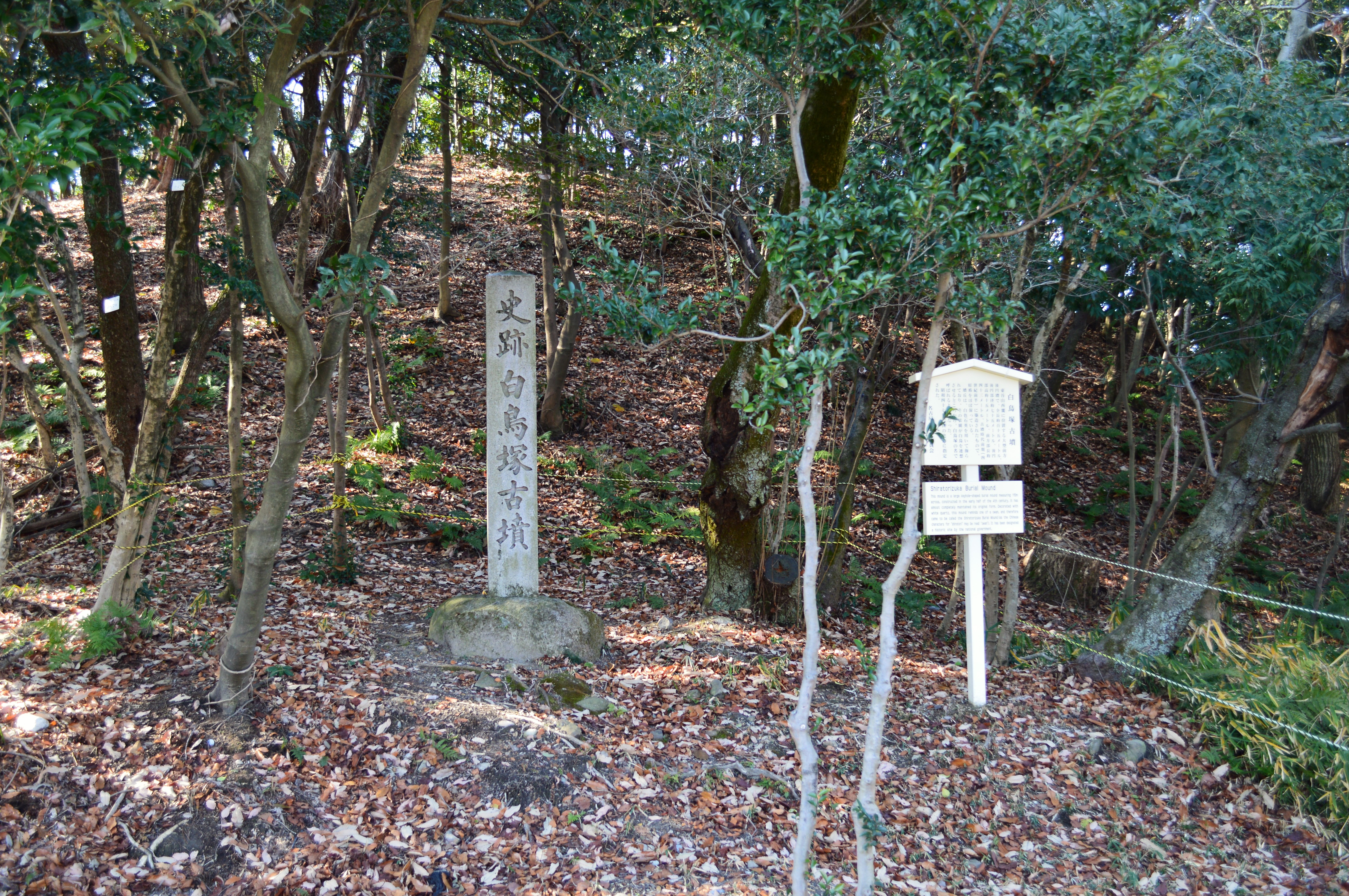
後円部

白鳥塚古墳（しらとりづかこふん）は、愛知県名古屋市守山区にある前方後円墳。志段味古墳群を構成する古墳の1つ。国の史跡に指定されている（史跡「志段味古墳群」のうち）。
愛知県では3番目の大きさの古墳で、4世紀後半の築造とされる。

## 概要
手鏡型前方後円墳で、埴輪が出土していないことなども合わせて4世紀後半の築造と考えられている。かつて墳丘の斜面は河原石の葺石で覆われており、特に後円部の頂上部の葺石には白色珪石が使用されていたことから白鳥塚と呼ばれるようになったと言われている。江戸時代の絵図には「白鳥山」としてその名を記されており、その時期までは多くの葺石が残っていた可能性もあるが、現在では小片がわずかに見られるのみである。大正年間に後円部の墳頂が 1.8メートル四方に渡って陥没。昭和初期に郷土史家の長谷川佳隆によりその部分の発掘調査が行われたが、その際に埋葬施設や副葬品が確認されたとの記録は残されていない。なお、調査後に埋め戻された後円部の墳頂は若干へこんだ状態で、現在でもその範囲を見て取れる。
第二次大戦後に周辺開発が進んだ際には私有地にあった同古墳の一部の土地が売却されたこともあったが、関係者の尽力により破壊を免れて現在に至る。1972年（昭和47年）11月6日に国の史跡に指定された。なお、2014年（平成26年）10月6日付で史跡「白鳥塚古墳」に尾張戸神社古墳など6基を追加指定し、指定名称を「志段味古墳群」に改めた。
この古墳はヤマトタケル伝説があり、『東春日井郡誌』によるとヤマトタケルが伊吹山の賊を征伐に行く途中に蛇に足を噛まれ、傷口を川で足を洗っていたところ、一羽の白鳥が現れた。ヤマトタケルが白鳥に尾張に連れて行ってくれと頼み、ヤマトタケルを乗せた白鳥が尾張の東谷山の麓に着いたところで死んだため、ヤマトタケルがその場所に白鳥の墓を建てその墓が白鳥塚だと伝わっている。

## 規模と構造
- 墳丘全長：115メートル
- 前方部
  - 長さ：43メートル
  - 高さ：6.7メートル（北側）/ 5メートル（南側）
  - 幅：40メートル
- くびれ部幅：25メートル
- 後円部
  - 直径：75メートル
  - 高さ：15.2メートル（北側）/ 12.6メートル（南側）

## 各種調査
1969年（昭和44年）の名古屋大学考古学研究室による測量調査により、全長109メートル、後円部径71メートル、後円部高さ14メートル、前方部幅40メートル、前方部高5メートルとされてきたが、2005年（平成17年）と翌年の調査によって、それよりも若干規模が大きいことが確認された。前方部は2段、後円部は3段築成と推定され、前方部端と北側、後円部の各1か所以上に造り出しがあった可能性も指摘されている。前方部の一部は川に面した崖状になっており歪な形状だが、築造当初からこの形状であったのか、後の侵食によるものなのかはわかっていない。さらに物理探査の結果、南北方向に置かれた埋葬施設が東西に並列している可能性もあるとされる。
また、1992年（平成14年）の名古屋市教育委員会による範囲確認・掘削調査により前方部南東側に周濠が残存することが判明しており、2008年（平成20年）に史跡の指定区域が追加された。

## 写真集

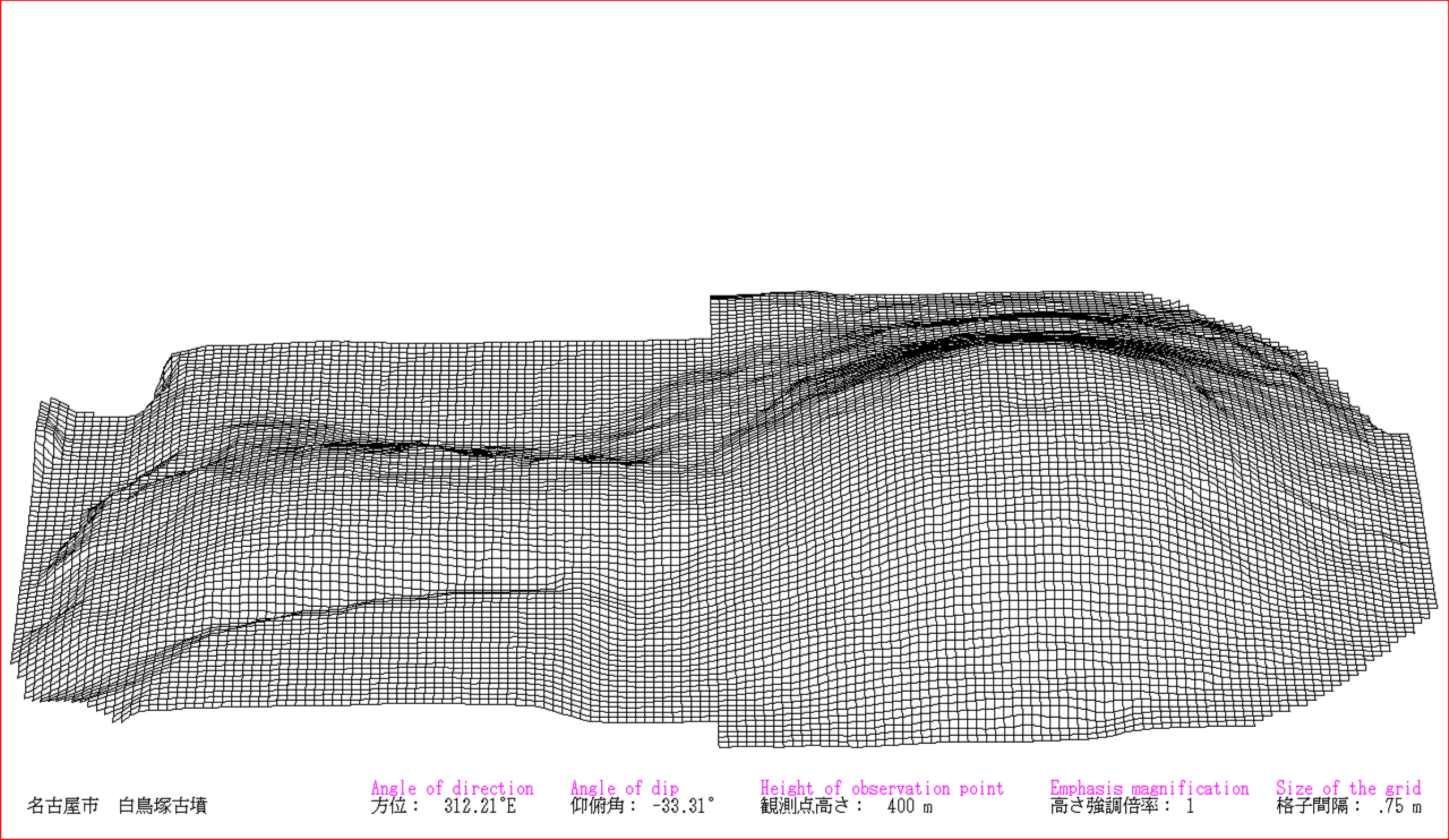
3DCGで描画。南東方向から見る
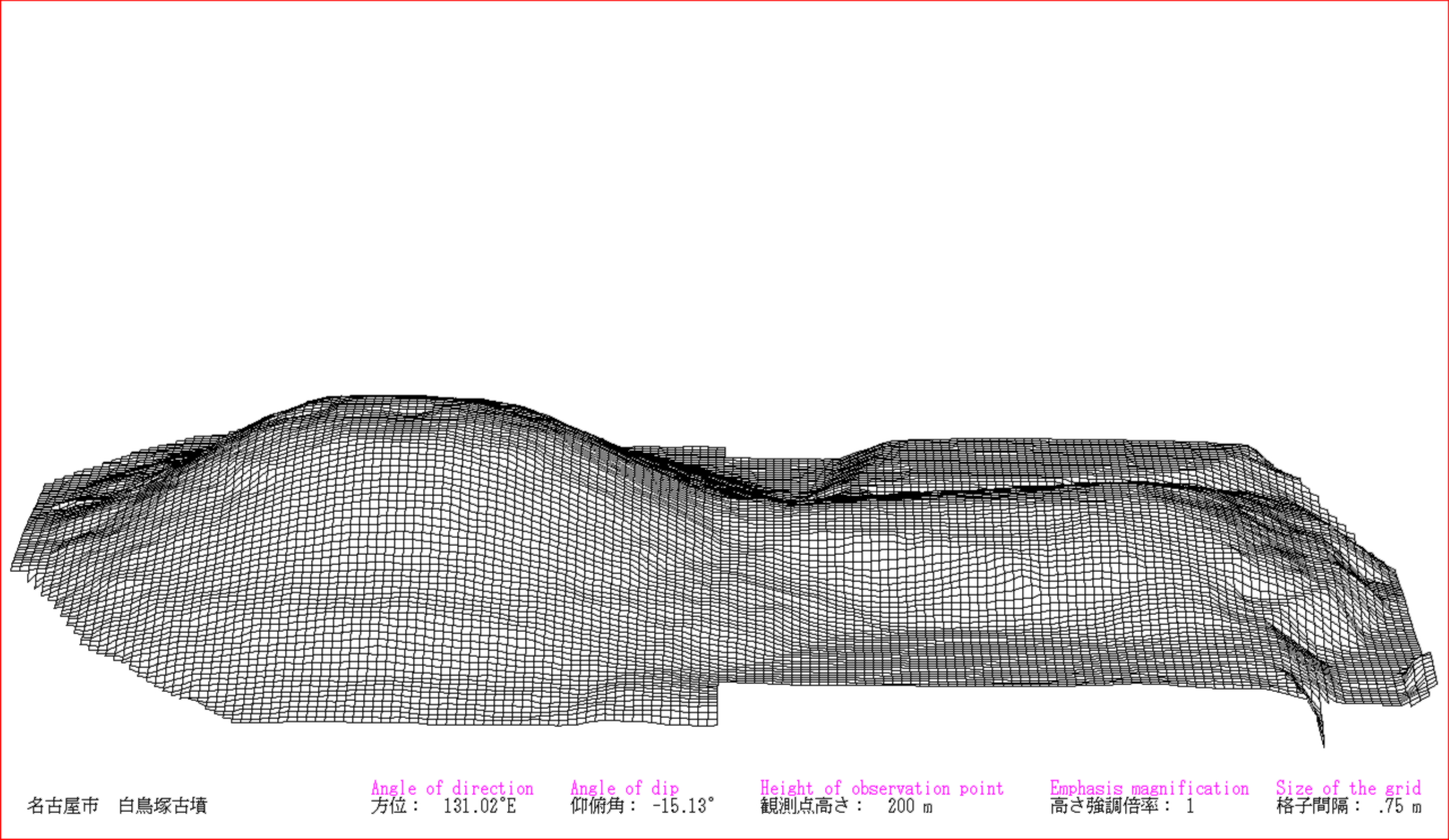
3DCGで描画。北西方向から見る
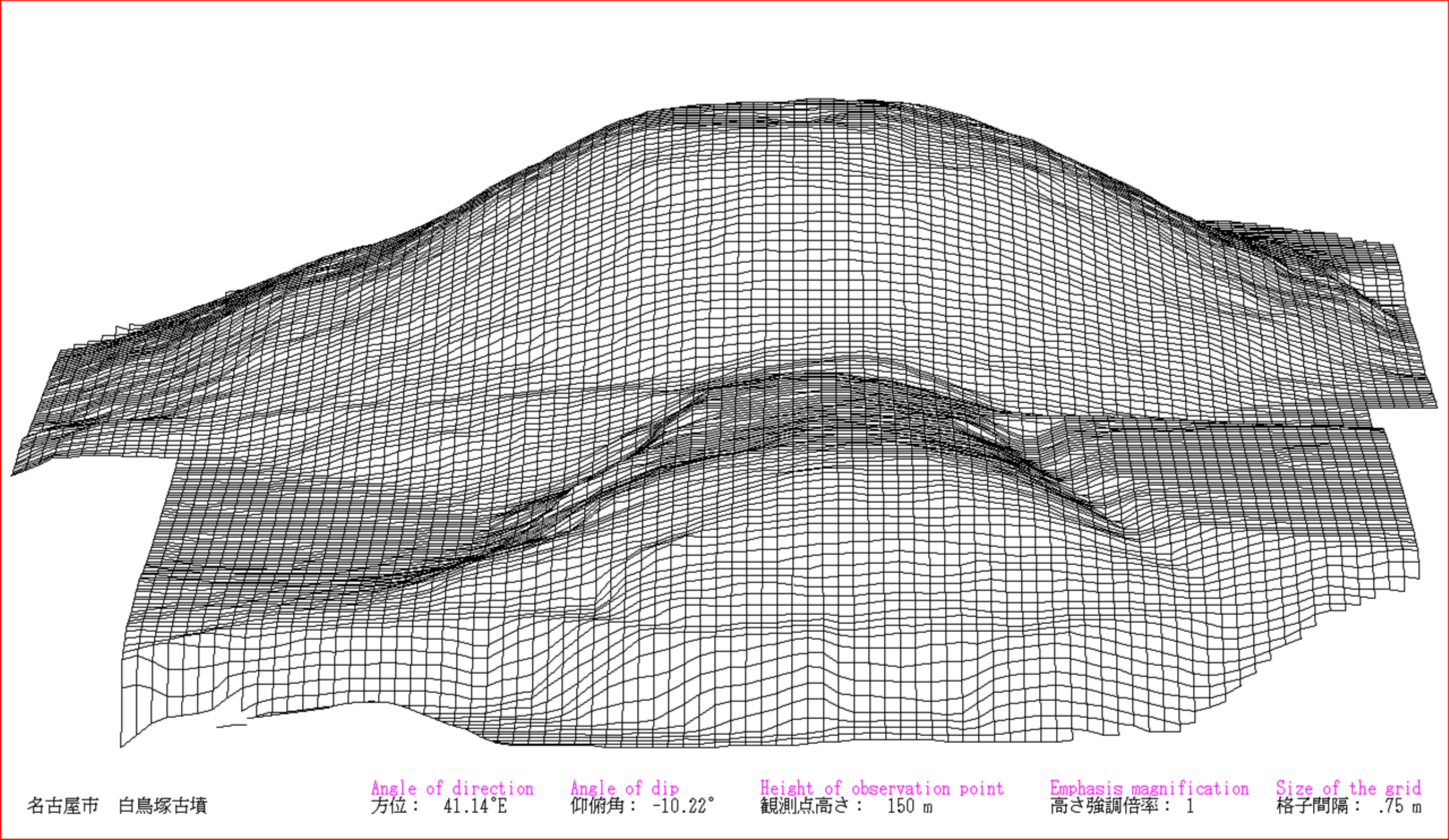
3DCGで描画。前方部正面から見る
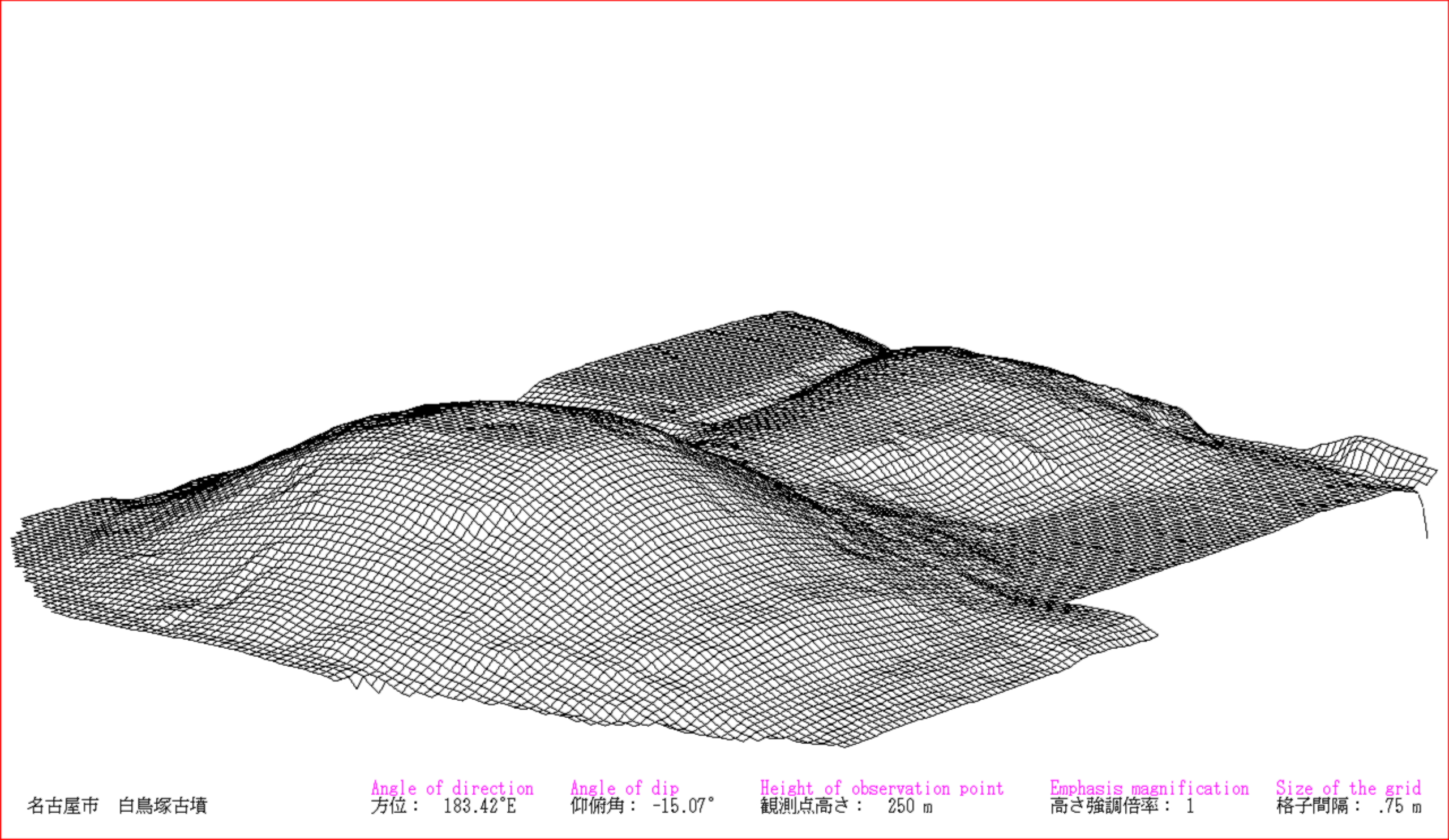
3DCGで描画。後円部方向から見る
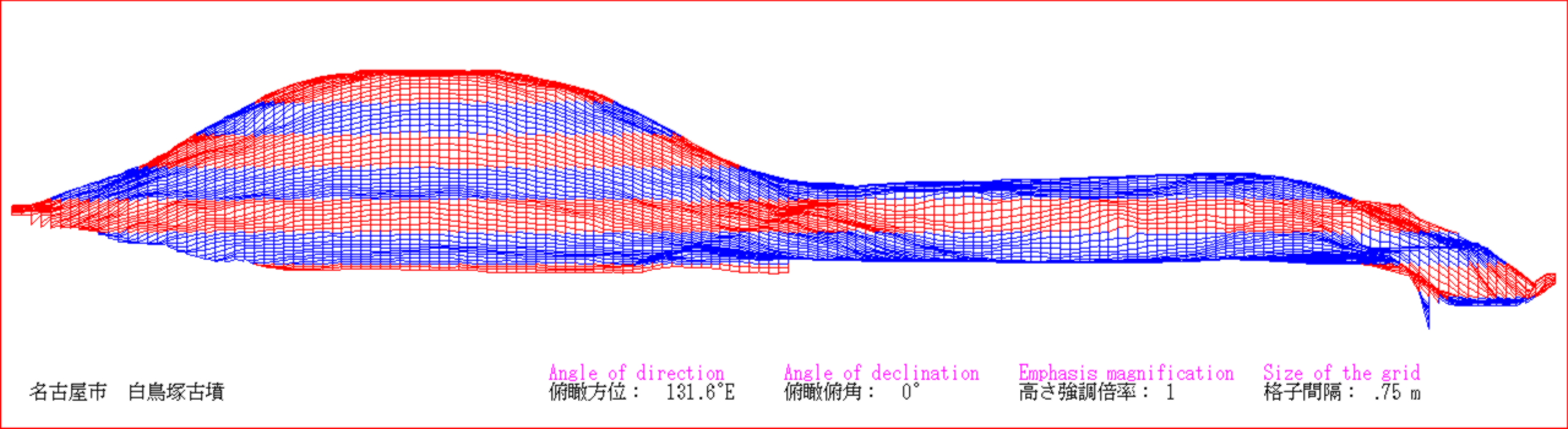
3DCGで描画。真横から見る

## 出土品
- 須恵器
- 坏蓋
- 𤭯（はそう、漢字は左が「瓦」、右が「泉」）
- 甕
- 土師器片

## 交通アクセス
- 大曽根駅（JR中央本線、名鉄瀬戸線、名古屋市営地下鉄名城線）
- 高蔵寺駅（JR中央本線、愛知環状鉄道・愛知環状鉄道線）より
  - 名古屋ガイドウェイバスガイドウェイバス志段味線（ゆとりーとライン）「東谷橋」バス停下車。